# Musafirul nepoftit
Musafirul nepoftit (în engleză The Visitor) este un film american din 2007, scris și regizat de Tom McCarthy și produs de Michael London și Mary Jane Skalski. Producătorii executivi au fost Jeff Skoll și Omar Amanat. Scenariul se concentrează pe un bărbat singuratic, aflat la sfârșitul vârstei mijlocii, a cărui viață se schimbă după o întâlnire întâmplătoare cu un cuplu de imigranți, întâlnire ce îl obligă să se confrunte cu probleme legate de identitate, imigrație și comunicare interculturală în New York-ul de după 11 septembrie 2001.
Pentru Musafirul nepoftit, McCarthy a câștigat premiul Independent Spirit din 2008 pentru cel mai bun regizor, în timp ce Richard Jenkins a fost nominalizat la premiul pentru cel mai bun actor la cea de-a 81-a ediție a Premiilor Oscar.

## Rezumat
Walter Vale este un profesor de economie văduv de la Connecticut College, care duce o existență destul de solitară. Își umple zilele luând uneori lecții de pian, în încercarea de a o imita pe regretata sa soție, pianistă de concert clasică, și lucrează rareori la o carte nouă. Când este rugat să prezinte o lucrare la o conferință academică la Universitatea din New York, nu este entuziasmat să facă călătoria, având în vedere că este doar coautorul nominal și nici măcar nu a citit lucrarea completă. Charles, șeful departamentului său, insistă, iar Walter este obligat să participe.
Când ajunge în vechiul său apartament din Manhattan, Walter este surprins să găsească un cuplu tânăr necăsătorit locuind acolo, închiriat de la un escroc care pretindea că este al său. Tarek este un imigrant din Siria, un cântăreț de djembe palestiniano-sirian, iar Zainab este o creatoare senegaleză de bijuterii etnice. Mai târziu, descoperă că amândoi sunt imigranți ilegali. Deși nu au unde să se ducă, își fac bagajele în grabă și pleacă, dar Walter decide să-i lase să rămână. În următoarele zile, se dezvoltă încet o prietenie. Tarek îl învață pe Walter să cânte la tobă, iar cei doi bărbați se alătură unui grup de cântăreți la tobe din Central Park.
În drum spre casă, Tarek este acuzat din greșeală că a sărit peste turnichetul de metrou, arestat pentru că „nu” și-a plătit biletul (deși chiar o făcuse) și dus la un centru de detenție pentru imigranți ilegali din Queens. Pentru a preveni deportarea lui Tarek din Statele Unite, Walter angajează un avocat specializat în imigrare. Simțindu-se inconfortabil pentru că a rămas singură în apartamentul cu Walter, Zainab se mută la niște rude din Bronx.
Mama lui Tarek, Mouna, sosește pe neașteptate din Michigan, când descoperă că nu își poate contacta fiul. Deoarece se află și ea ilegal în State, nu îl poate vizita nici la centrul de detenție. Ezitând, acceptă oferta lui Walter de a rămâne în apartament, iar cei doi dezvoltă o prietenie. Walter mărturisește că viața lui este neîmplinită; nu-i place singurul curs pe care l-a predat timp de douăzeci de ani, iar cartea pe care se presupune că o scrie este nici pe departe finalizată. Se dezvăluie că soțul jurnalist al Mounei a murit în urma unei lungi perioade de închisoare motivate politic în Siria, iar ea este îngrijorată de perspectivele de viitor ale fiului ei dacă acesta va fi deportat. Cei doi încep să împărtășească o existență domestică simplă, Mouna pregătind mese, iar Walter o invită la Fantoma de la Operă, când ea menționează dragostea ei pentru înregistrarea originală a distribuției pe care Tarek i-a trimis-o cadou.
Fără avertisment, Tarek este deportat sumar înapoi în Siria. Mouna, rămasă fără nimeni în State, decide să-l urmeze și să se întoarcă să locuiască acolo. În ultima lor noapte, Mouna se îmbrățișează alături de Walter în pat, învinovățindu-se pentru tot ce a mers prost - cu ani mai devreme, primise un ordin de deportare pentru ea și Tarek, dar aruncase documentele, dorind în schimb ca cei doi să rămână în Statele Unite. Walter o conduce la aeroport a doua zi. Rămas din nou singur, Walter cântă la tobă pe peronul metroului, așa cum o făcea Tarek. 

## Distribuție
- Richard Jenkins – Walter Vale: McCarthy l-a avut în minte pe Jenkins de la început, deoarece are o „calitate uimitoare și minunată de om obișnuit”, care a ajutat la crearea personajului. După doi ani și jumătate de scris, a lucrat cu Jenkins pentru a-l finaliza.
- Haaz Sleiman – Tarek: Înainte de acest rol, Sleiman nu cântase niciodată la tobe și a trebuit să exerseze trei ore pe zi timp de o lună și jumătate pentru a putea interpreta rolul. După ce a vizionat un documentar despre Fela Kuti, lui Sleiman i-a venit ideea ca Tarek să repete în lenjerie intimă.[13]
- Danai Gurira – Zainab
- Hiam Abbass – Mouna
- Richard Kind – Jacob
- Michael Cumpsty – Charles
- Marian Seldes – Barbarei

## Producție
Povestea filmului a avut ca punct de pornire personajele Tarek și Walter. McCarthy și-a dorit ca filmul să se bazeze pe interacțiunea dintre cei doi, dar crearea poveștii a fost ca și cum „ai pune cap la cap piesele unui puzzle”.Tom McCarthy a început să scrie scenariul filmului în timpul unei vizite în Orientul Mijlociu, regizorul menționând „o legătură deosebit de puternică cu oamenii pe care i-a întâlnit la Beirut” și nu a luat în considerare aspectul imigrației până când nu s-a întors în New York City. Filmările au avut loc în New York City. Unele scene au fost filmate în campusul Colegiului Wagner din Staten Island, New York. Coloana sonoră include „Open and Close” și „Je'nwi Teni (Don't Gag Me)”, scrise și interpretate de muzicianul/compozitorul nigerian Fela Kuti.

## Premii și recepție
Filmul a avut premiera la Festivalul Internațional de Film de la Toronto din 2007 și a fost proiectat la numeroase festivaluri în 2008, inclusiv Festivalul de Film de la Sundance, European Film Market, Festivalul Internațional de Film de la Portland, Festivalul Internațional de Film de la Miami, South by Southwest, Festivalul Internațional de Film de la Dallas, Festivalul de Film de la Phoenix și Festivalul Internațional de Film de la Philadelphia. Filmul „Vizitatorul” a avut o lansare limitată în SUA pe 11 aprilie în 4 cinematografe și a încasat 86.488 de dolari, cu o medie de 21.622 de dolari pe cinematograf, clasându-se pe locul 45 la box office. Cea mai mare lansare a filmului a fost în 270 de cinematografe, încasând 9.427.089 de dolari pe plan intern și 8.651.086 de dolari la nivel internațional, pentru un total de 18.078.175 de dolari, peste bugetul de producție de 4 milioane de dolari.

## Opinii critice
Musafirul nepoftit a primit recenzii în mare parte pozitive din partea criticilor și are un rating de 89% pe Rotten Tomatoes, bazat pe 120 de recenzii, cu o notă medie de 7,62 din 10. Consensul afirmă că „Musafirul nepoftit este o dramă sinceră, umanistă, care explorează cu abilitate identitatea, imigrația și alte probleme majore de după 11 septembrie”. Filmul are, de asemenea, un scor de 79 din 100 pe Metacritic, bazat pe 29 de recenzii.
A. O. Scott de la New York Times a făcut următoarea observație: „Lucrul curios la Vizitatorul este că, deși merge mai mult sau mai puțin acolo unde crezi că va merge, tot reușește să te surprindă pe parcurs... Este posibil să-ți imaginezi o versiune a acestei povești... care ar fi evidentă și sentimentală, un exercițiu de condescendență culturală și masochism liberal. Într-adevăr, este aproape imposibil să ți-o imaginezi altfel. Și totuși, în mod uimitor, domnul McCarthy a reușit. Așa cum Agentul de gară (The Station Agent) a evitat cu agilitate obstacolele drăgălășeniei și excentricității voite pe care le-a împrăștiat în propria cale, tot așa Musafirul nepoftit cu o grație și o modestie impresionante, rezistă potențialei banalități și ridicării false.”
Roger Ebert de la Chicago Sun-Times a acordat filmului 3½ stele din patru și l-a numit „un film minunat, trist, furios și fără un mic final fericit reconfortant”. El a adăugat: „Toți cei patru actori sunt carismatici, în moduri destul de diferite... Jenkins creează un studiu de personaje surprinzător de emoționant, foarte liniștit.”
Filmul a fost desemnat cel mai bun film al anului de către Washington Post, Charlotte Observer și Arkansas Democrat-Gazette. De asemenea, a fost citat printre cele mai bune zece filme ale anului de către numeroase publicații, inclusiv Chicago Reader, Philadelphia Inquirer, Seattle Post-Intelligencer, The Hollywood Reporter, The Wall Street Journal și New York Post.

## Premii
| Award                                             | Category                                                                 | Nominee(s)                                                               | Result      | Ref. |
| ------------------------------------------------- | ------------------------------------------------------------------------ | ------------------------------------------------------------------------ | ----------- | ---- |
| AARP Movies for Grownups Awards                   | Cel mai bun film intergenerațional (engleză Best Intergenerational Film) | Cel mai bun film intergenerațional (engleză Best Intergenerational Film) | Câștigător  |      |
| AARP Movies for Grownups Awards                   | Cel mai bun actor                                                        | Richard Jenkins                                                          | Nominalizat |      |
| Academy Awards                                    | Cel mai bun actor                                                        | Richard Jenkins                                                          | Nominalizat |      |
| Alliance of Women Film Journalists Awards         | Cel mai bun actor                                                        | Richard Jenkins                                                          | Nominalizat |      |
| Alliance of Women Film Journalists Awards         | Cel mai bun scenariu                                                     | Tom McCarthy                                                             | Nominalizat |      |
| Boston Society of Film Critics Awards             | Cel mai bun actor                                                        | Richard Jenkins                                                          | Runner-up   |      |
| Boston Society of Film Critics Awards             | Cea mai bună distribuție                                                 | Cea mai bună distribuție                                                 | Nominalizat |      |
| Brisbane International Film Festival              | Premiul interconfesional (engleză Interfaith Award)                      | Tom McCarthy                                                             | Nominalizat |      |
| Chicago Film Critics Association Awards           | Cel mai bun actor                                                        | Richard Jenkins                                                          | Nominalizat |      |
| Chlotrudis Awards                                 | Cel mai bun actor                                                        | Richard Jenkins                                                          | Câștigător  |      |
| Chlotrudis Awards                                 | Cea mai bună actriță în rol secundar                                     | Hiam Abbass                                                              | Nominalizat |      |
| Chlotrudis Awards                                 | Cel mai original scenariu                                                | Tom McCarthy                                                             | Nominalizat |      |
| Critics' Choice Movie Awards                      | Cel mai bun actor                                                        | Richard Jenkins                                                          | Nominalizat |      |
| Dallas-Fort Worth Film Critics Association Awards | Cel mai bun film                                                         | Cel mai bun film                                                         | Locul 6     |      |
| Dallas-Fort Worth Film Critics Association Awards | Cel mai bun actor                                                        | Richard Jenkins                                                          | Locul 5     |      |
| David di Donatello Awards                         | Cel mai bun film                                                         | Tom McCarthy                                                             | Nominalizat |      |
| Deauville American Film Festival                  | Grand Prix                                                               | Tom McCarthy                                                             | Câștigător  |      |
| FICE - Federazione Italiana Cinema d'Essai        | Cea mai bună actriță                                                     | Hiam Abbass (also for Lemon Tree)                                        | Câștigător  |      |
| Gold Derby Film Awards                            | Cel mai bun actor în rol principal                                       | Richard Jenkins                                                          | Nominalizat |      |
| Gotham Independent Film Awards                    | Cea mai bună caracteristică                                              | Cea mai bună caracteristică                                              | Nominalizat |      |
| Gotham Independent Film Awards                    | Cea mai bună distribuție                                                 | Hiam Abbass, Danai Gurira, Richard Jenkins, and Haaz Sleiman             | Nominalizat |      |
| Houston Film Critics Society Awards               | Cel mai bun actor                                                        | Richard Jenkins                                                          | Nominalizat |      |
| Humanitas Prize                                   | Sundance Feature Film                                                    | Tom McCarthy                                                             | Nominalizat |      |
| Independent Spirit Awards                         | Cel mai bun regizor                                                      | Tom McCarthy                                                             | Câștigător  |      |
| Independent Spirit Awards                         | Cel mai bun actor în rol masculin                                        | Richard Jenkins                                                          | Nominalizat |      |
| Independent Spirit Awards                         | Cel mai bun actor într-un rol secundar masculin                          | Haaz Sleiman                                                             | Nominalizat |      |
| International Cinephile Society Awards            | Cel mai bun actor                                                        | Richard Jenkins                                                          | Nominalizat |      |
| International Cinephile Society Awards            | Cea mai bună actriță în rol secundar                                     | Hiam Abbass                                                              | Nominalizat |      |
| International Online Cinema Awards                | Cel mai bun actor                                                        | Richard Jenkins                                                          | Nominalizat |      |
| Method Fest Independent Film Festival             | Cel mai bun regizor                                                      | Tom McCarthy                                                             | Câștigător  |      |
| Method Fest Independent Film Festival             | Cel mai bun actor                                                        | Richard Jenkins                                                          | Câștigător  |      |
| Method Fest Independent Film Festival             | Cea mai bună actriță în rol secundar                                     | Danai Gurira                                                             | Câștigător  |      |
| Moscow International Film Festival                | Golden St. George                                                        | Tom McCarthy                                                             | Nominalizat |      |
| Moscow International Film Festival                | Cel mai bun actor                                                        | Richard Jenkins                                                          | Câștigător  |      |
| NAACP Image Awards                                | Outstanding Independent Motion Picture                                   | Outstanding Independent Motion Picture                                   | Nominalizat |      |
| National Board of Review Awards                   | Top 10 filme independente                                                | Top 10 filme independente                                                | Câștigător  |      |
| National Board of Review Awards                   | Spotlight Award                                                          | Richard Jenkins                                                          | Câștigător  |      |
| Online Film & Television Association Awards       | Cea mai bună interpretare masculină                                      | Haaz Sleiman                                                             | Nominalizat |      |
| Online Film Critics Society Awards                | Cel mai bun actor                                                        | Richard Jenkins                                                          | Nominalizat |      |
| San Diego Film Critics Society Awards             | Cel mai bun scenariu                                                     | Tom McCarthy                                                             | Câștigător  |      |
| San Diego Film Critics Society Awards             | Premiul special                                                          | Richard Jenkins (For his body of work in 2008)                           | Câștigător  |      |
| Santa Barbara International Film Festival         | Virtuoso Award                                                           | Richard Jenkins                                                          | Câștigător  |      |
| Satellite Awards                                  | Cel mai bun actor                                                        | Richard Jenkins                                                          | Câștigător  |      |
| Satellite Awards                                  | Cel mai bun regizor                                                      | Tom McCarthy                                                             | Nominalizat |      |
| Satellite Awards                                  | Cel mai bun scenariu                                                     | Tom McCarthy                                                             | Câștigător  |      |
| Satellite Awards                                  | Cea mai bună ediție pe DVD                                               | Cea mai bună ediție pe DVD                                               | Nominalizat |      |
| Screen Actors Guild Awards                        | Cea mai bună interpretare in rol masculin                                | Richard Jenkins                                                          | Nominalizat |      |
| Southeastern Film Critics Association Awards      | Cel mai bun film                                                         | Cel mai bun film                                                         | Locul 8     |      |
| St. Louis Gateway Film Critics Association Awards | Cel mai bun actor                                                        | Richard Jenkins                                                          | Nominalizat |      |
| St. Louis Gateway Film Critics Association Awards | Cea mai bună coloană sonoră                                              | Jan A. P. Kaczmarek                                                      | Câștigător  |      |
| St. Louis International Film Festival             | Cea mai bună muzică                                                      | Jan A. P. Kaczmarek                                                      | Câștigător  |      |
| Utah Film Critics Association Awards              | Cel mai bun actor                                                        | Richard Jenkins                                                          | Runner-up   |      |
| Warsaw Film Festival                              | Grand Prix                                                               | Tom McCarthy                                                             | Nominalizat |      |
| Writers Guild of America Awards                   | Cel mai bun scenariu                                                     | Tom McCarthy                                                             | Nominalizat |      |

## Lansare pe DVD
DVD-ul a fost lansat pe 7 octombrie 2008 și include comentarii ale scenaristului/regizorului Tom McCarthy și ale starului Richard Jenkins, scene șterse, o privire din culise asupra realizării filmului, o istorie a djembe-ului și instrucțiuni despre cum se cântă la el, precum și trailerul original al filmului.

## Adaptare ca musical
Un musical inspirat de Musafirul nepoftit a avut premiera la Teatrul Public în avanpremiere pe 16 octombrie 2021 și a avut premiera oficială pe 4 noiembrie.